# استارویژوو
استارویژوو (انگلیسی: Staroyezhovo) یک شهرک در شهرستان بیرسکی باشقیرستان کشور روسیه است.